# Manson (Washington)
Manson  est une census-designated place américaine, dans l'État de Washington. 